# 一條兼輝
一條兼輝（慶安5年4月13日—寶永2年9月10日，1652年5月20日—1705年10月27日），又名一條冬經，日本江戶時代公卿，一條教輔之子，官位從一位、關白。一條家第十六代當主。
1682年，關白鷹司房輔辭職。靈元天皇不願任用左大臣近衛基熙，反而將一條冬經任為藤氏長者。1705年卒，養子一條兼香繼承一條家當主。